# Cuculliinae

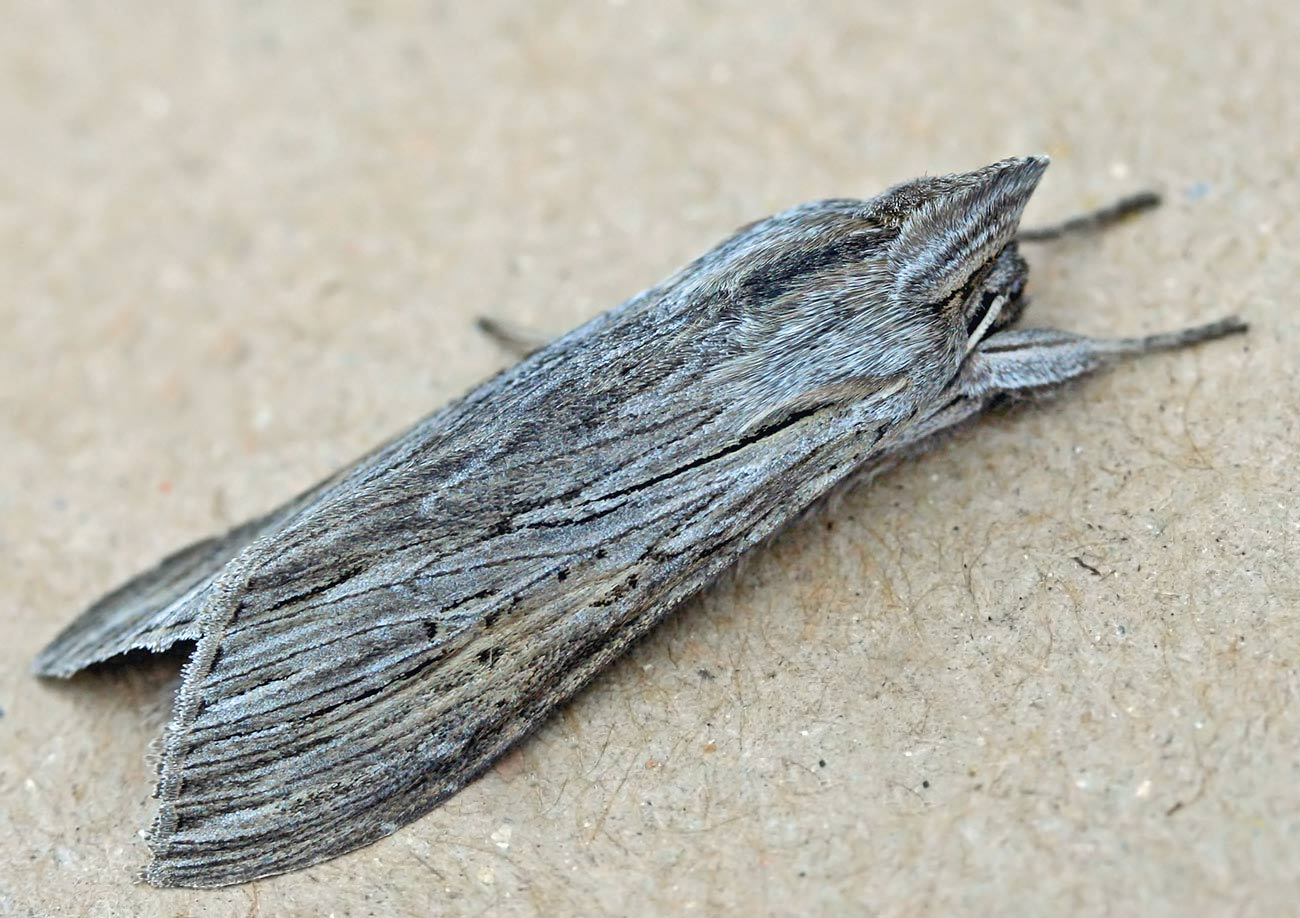
Cucullia umbratica

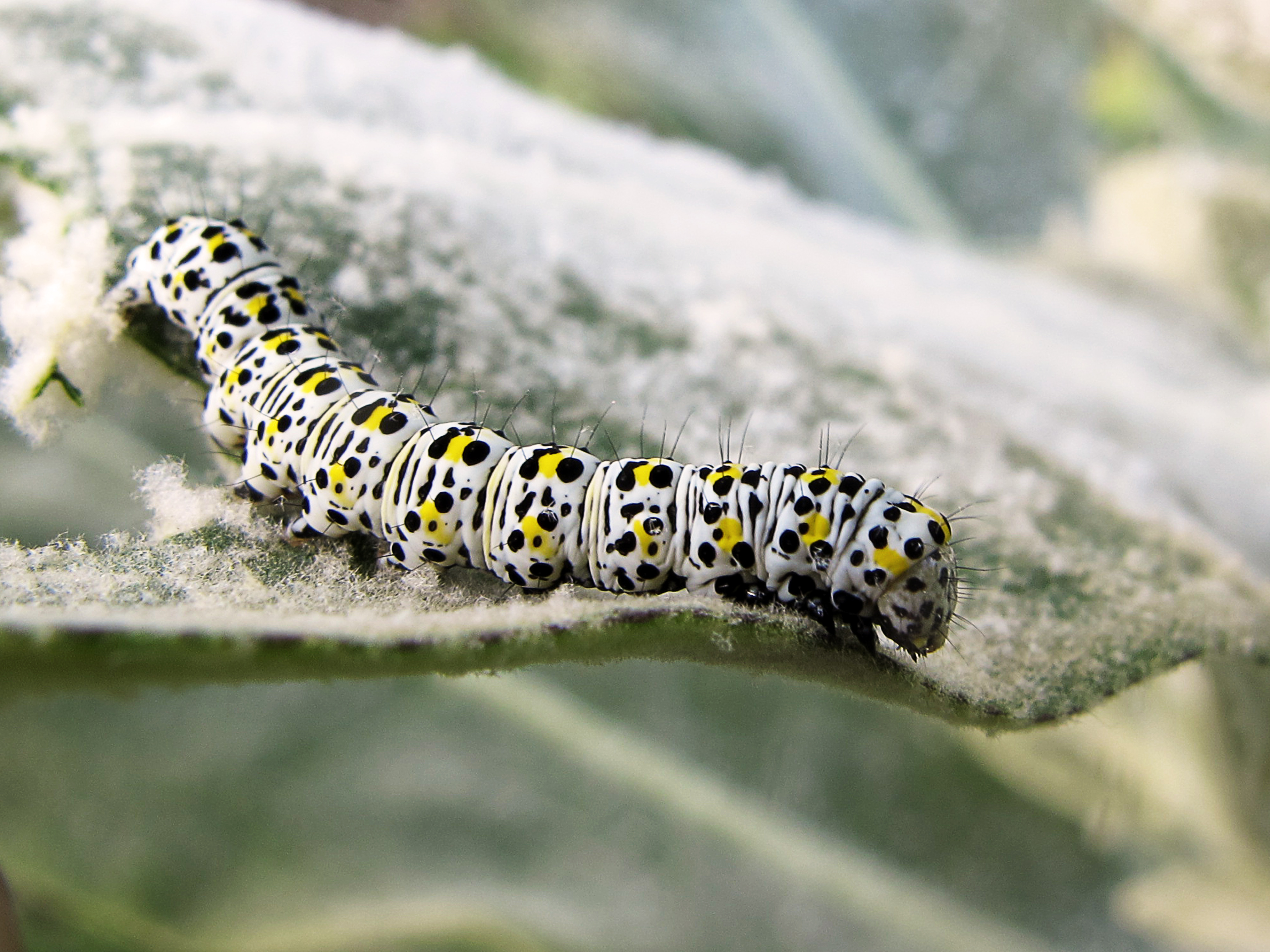
Oruga de Cucullia verbasci

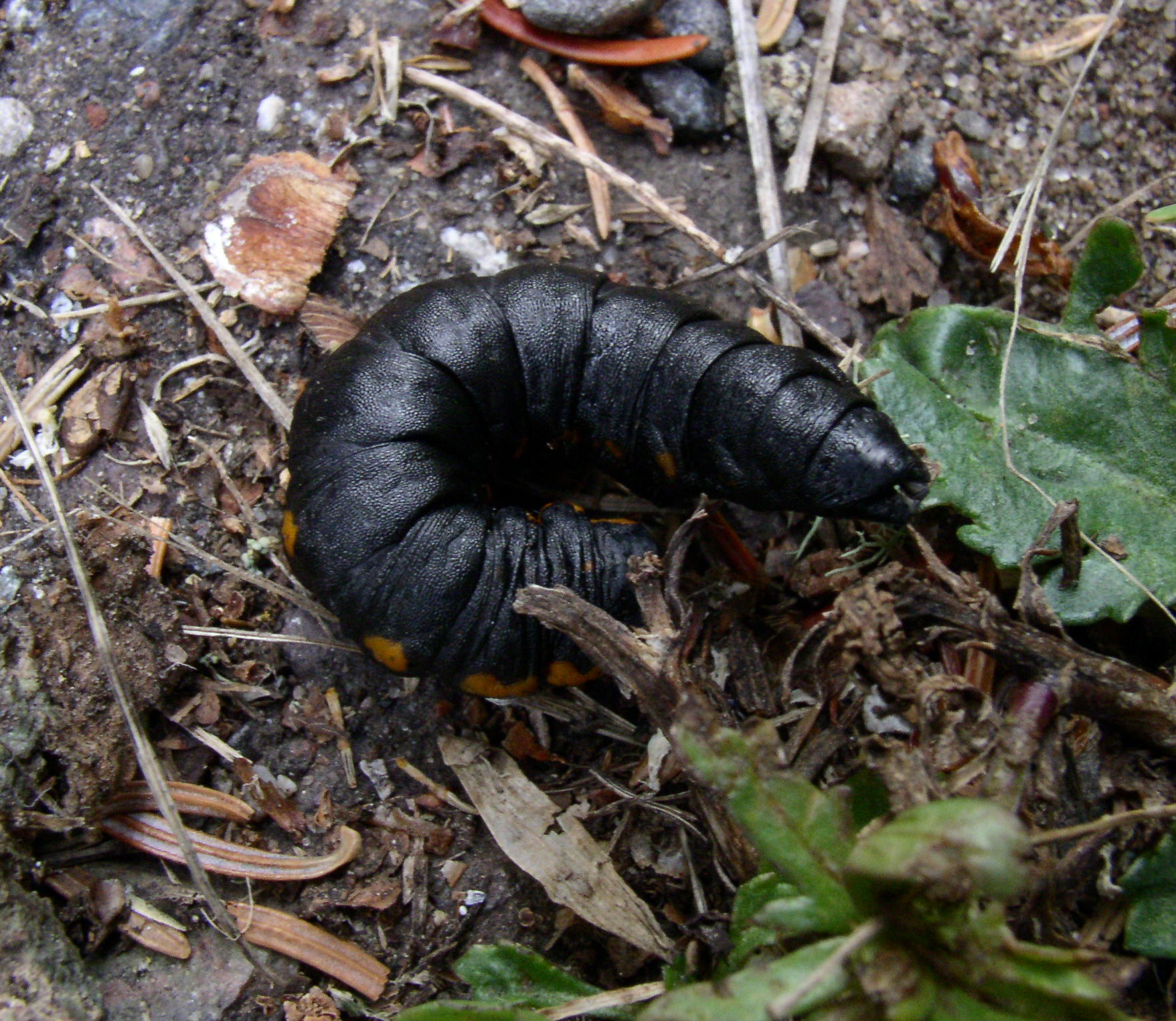
Oruga de Cucullia intermedia

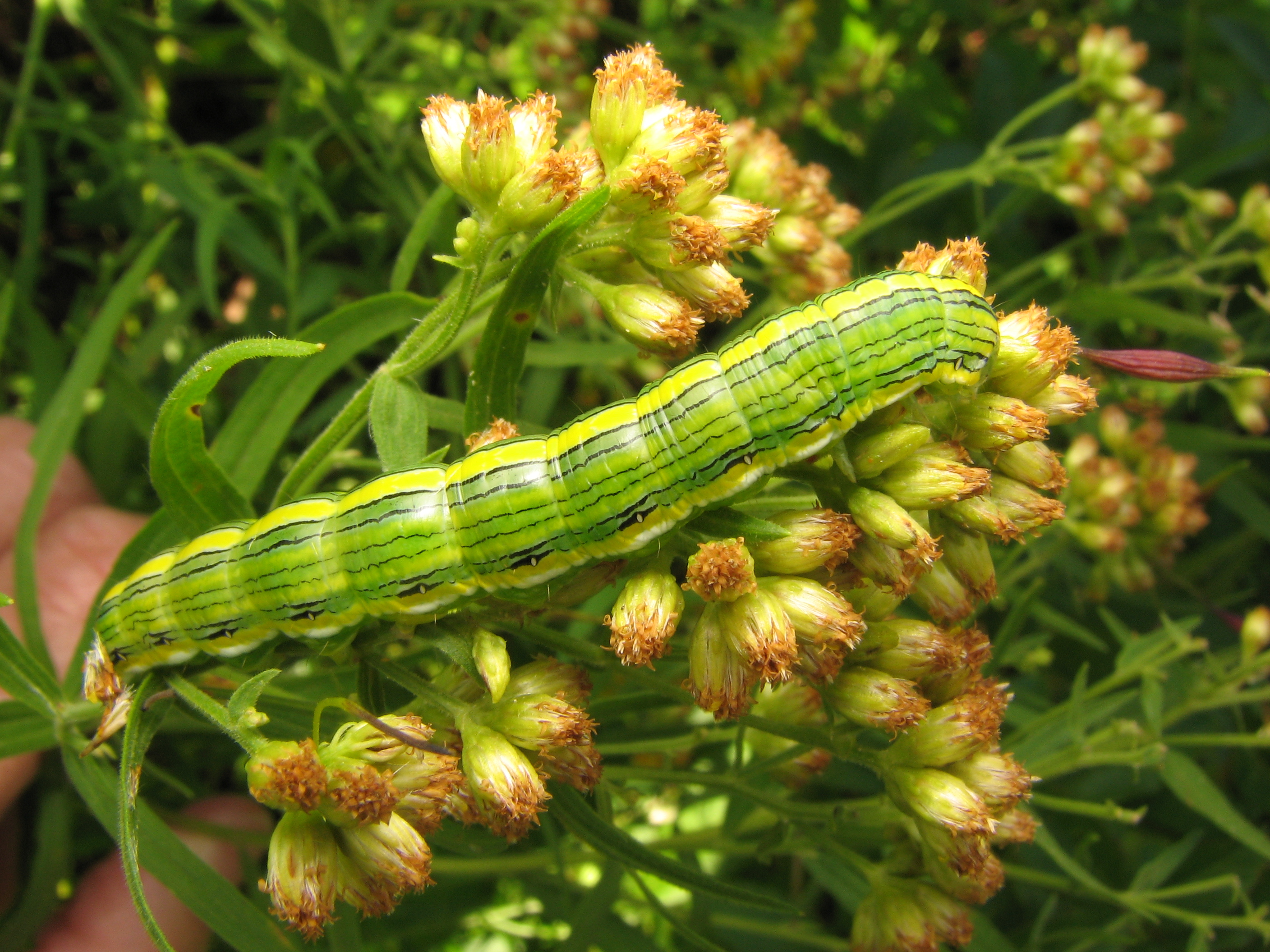
Oruga de Cucullia asteroides en flor de Euthamia

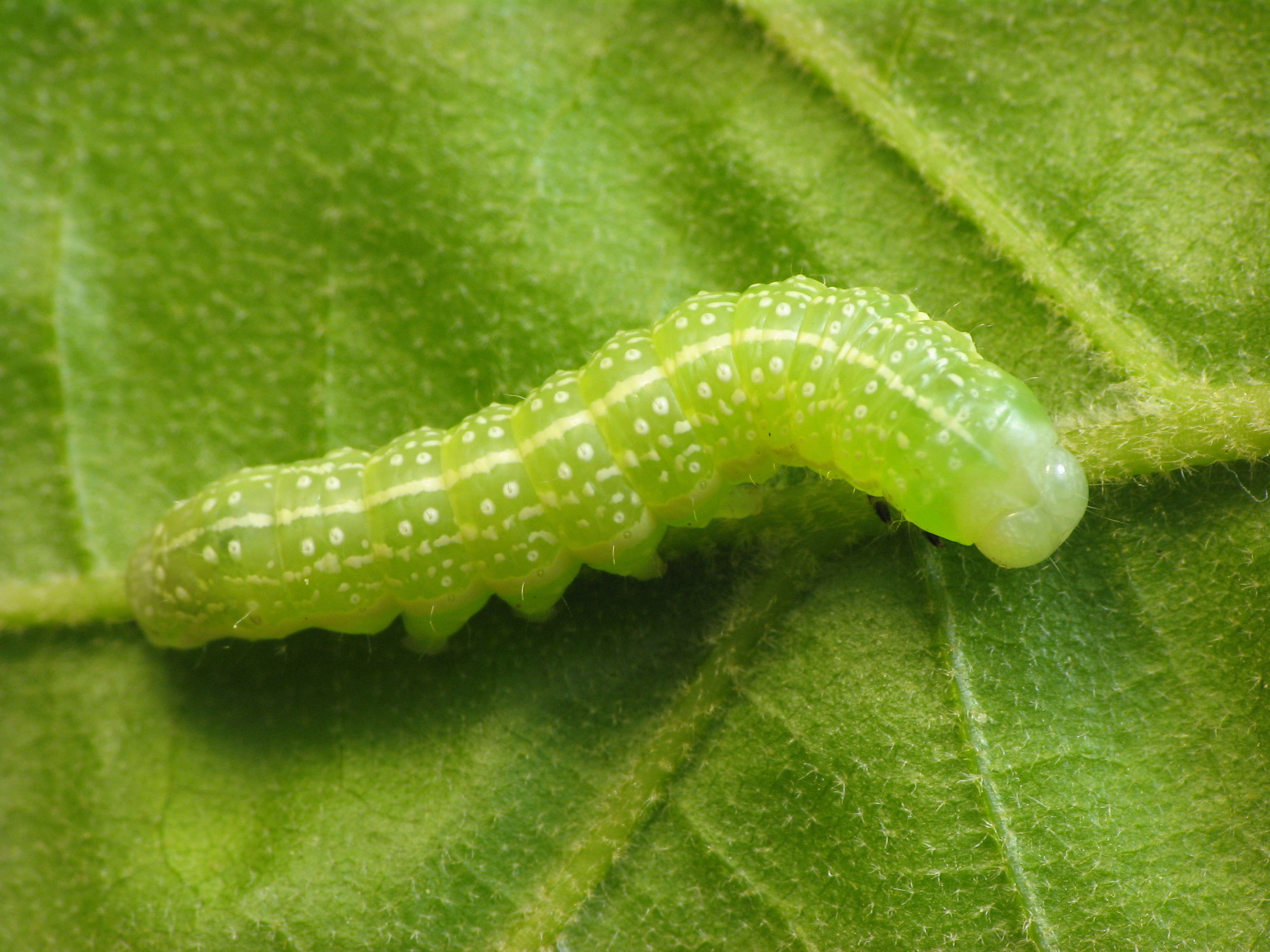
Oruga de Lithophane antennata en hoja de roble

Cuculliinae es una de las subfamilias más numerosas de la familia Noctuidae del orden Lepidoptera.

## Géneros
| - Adaphaenura - Adita - Agrochola - Allophyes - Altiplania - Altipolia - Amephana - Anathix - Andesia - Andicola - Antitype - Antivaleria - Apharetra - Aporophyla - Apostema - Apsaphida - Argyrana - Atethmia - Athaumasta - Aumakua - Austramathes - Behrensia - Blepharita - Blepharosis - Bombyciella - Borsania - Brachygalea - Brachylomia - Bryomima - Bryopolia - Caffristis - Calliergis - Calocea - Calophasia - Catasema - Cerapoda - Chaetaglaea - Charierges - Chopardiana - Chubutiana - Cleonymia - Comodoria - Compsotata - Conistra - Copanarta - Copicucullia - Copiphana - Copitarsia - Copitype - Cotarsina - Cteipolia - Cucullia - Cuculluna - Daphoenura - Daseochaeta - Daseuplexia - Dasyerges - Dasypolia - Dasysternum - Dasythorax - Desertullia - Despumosia - Dichonia - Dichoniopsis - Dryobota - Dryobotodes - Dryotype - Ectochela - Elwesia - Epicausis | - Epidemas - Epiglaea - Episema - Eremochlaena - Eremopola - Eucirroedia - Eudaphaenura - Eumichtis - Eupsilia - Euxoullia - Evanina - Fishia - Fletcherea - Galeana - Gaurenopsis - Grammoscelis - Graptocullia - Grisana - Guntia - Gyroprora - Harpagophana - Hemiglaea - Hillia - Himachalia - Homoanarta - Homoglaea - Homohadena - Homonacna - Homoncocnemis - Hoplotarsia - Hyada - Hyalobole - Hypnotype - Hypomecia - Hypotype - Hypsophila - Isolasia - Isopolia - Jodia - Klugeana - Lamprosticta - Lathosea - Lepipolys - Leucochlaena - Leucocnemis - Litholomia - Lithomoia - Lithophane - Lithophasia - Lomilysis - Lophoterges - Lycanades - Meganephria - Mendozania - Mervia - Mesorhynchaglaea - Metacullia - Metalopha - Metaxaglaea - Metlaouia - Metopoceras - Metopodicha - Miracavira - Neocucullia - Neogalea - Neperigea - Neumichtis - Neuquenioa - Nycterophaeta - Nyctycia | - Omia - Omphalophana - Omphaloscelis - Oncocnemis - Opsigalea - Orthopha - Ostheldera - Oxycnemis - Pachypolia - Paracullia - Parastichtis - Parosmia - Platypolia - Pleromella - Pleromelloida - Policocnemis - Polymixis - Properigea - Proseniella - Provia - Psectraglaea - Pseudacontia - Pseudanarta - Pseudanthoecia - Pseudobryomima - Pseudocerura - Pseudocopicucullia - Pseudocopivaleria - Pseudomecia - Pyreferra - Rancora - Recoropha - Rhatta - Rhynchaglaea - Riagria - Rileyiana - Scotochrosta - Sericaglaea - Shargacucullia - Sirioba - Spudaea - Stylopoda - Sugitania - Supralathosea - Sutyna - Sydiva - Sympistis - Taeniosea - Tarsicopia - Telorta - Teratoglaea - Thecamichtis - Trichoridia - Trigonophora - Tunocaria - Turanica - Ulochlaena - Valeria - Valerietta - Valeriodes - Velazconia - Xanthia - Xylena - Xylinissa - Xylocampa - Xylotype - Xystopeplus - Zutragum |